# Petr Balíček
Petr Balíček (19. ledna 1942, Svratka – 2. května 2020, Hradec Králové) byl český genetik, vědecký pracovník, pedagog, fotograf a malíř.

## Život
Narodil se v rodině učitele a pozdějšího ředitele školy ve Svratce Karla Balíčka. Od roku 1960 studoval na Přírodovědecké fakultě Univerzity Karlovy v Praze. Získal titul RNDr. Od roku 1965 žil v Hradci Králové. Pracoval zde jako učitel na Střední zdravotnické škole. Od roku 1968 pracoval jako cytogenetik ve Fakultní nemocnici Hradec Králové. Je autorem desítek odborných publikací.

## Fotografie
Fotografovat začal již v dětství. První fotografickou výstavu měl během studií na vysoké škole.
Byl členem fotografické skupiny Setkání.

### Fotografické cykly
- Inscenované portréty (1968–76)
- Akty (1970–75)
- Povrchy (1970–82)
- Nástrahy (1970, digitální úprava 2010)
- Zkoumání krychle (1984–85)
- Miserere (1971–75)
- Trhovci (1971–78)
- Smluvená znamení (1972)
- Masopust (1977–78)
- Dysgenesis (1977–78)
- Cesty k návratům (1977)
- Česká kaligrafie (1978)
- Sedmikrásky (1978)
- Medicus (1979)
- Rozmary (1979)
- Anamnéza (1980)
- Předěly (1980)
- Malá odpolední událost (1981)
- Panelstory (1982)
- Ukládání stínů (1982)
- Zátiší s vodními hladinami (1982)
- Události jednoho roku (1983)
- Malé vizitace (1984)
- Zkoumání krychle (1984–85)
- Sdělení (1985)
- Protokol o těle (1986, digitální úprava 2010)
- Návraty (1987)
- Přelety a pády (1987)
- Zátiší pro oko (1989–90)

### Výstavy
Uspořádal přes třicet samostatných výstav. Zúčastnil se řady skupinových výstav, především s fotografickou skupinou Setkání.
- 2021 Petr Balíček: Fotografie, Galerie Josefa Sudka, Uměleckoprůmyslové museum v Praze, 6. říjen 2021 – 20. únor 2022. Kurátor: Jan Mlčoch.[2]

## Malba
Od roku 1990 se věnoval také malbě.